# Ĉ
Ĉ, ĉ (C-циркумфлекс) — приголосна в абетці мови есперанто, що позначає звук [tʃ]. 
Есперанто використовує діакритичні знаки для всіх чотирьох постальвеолярних приголосних, аналогічно до слов'янських мов на основі латинки. До літер та диграфів, що позначають той самий звук і схожі на Ĉ, належать: словенська č, польський диграф cz, англійське та іспанське сполучення ch, а також італійська c перед i та e.
Ĉ є четвертою літерою абетки есперанто. Хоча вона може записуватися як cx у x-системі транслітерації, фактично це літера C з циркумфлексом. 

## Кодування
| Символ | Юнікод | ISO 8859-3 |
| ------ | ------ | ---------- |
| Ĉ      | U+0108 | C6         |
| ĉ      | U+0109 | E6         |